# Slag bij Iznalloz
De Slag bij Iznalloz, was een slag tijdens de Reconquista in de provincie Granada in de buurt van de stad Iznalloz, ten noorden van de stad Granada in 1295. De veldslag ging tussen de troepen van het emiraat Granada, onder bevel van Mohammed II van Granada, tegen de troepen van het koninkrijk Castilië, die onder bevel stonden van de grootmeester van de Orde van Calatrava, Ruy Pérez Ponce de León namens Sancho IV van Castilië. De strijd resulteerde in een catastrofale nederlaag voor Castilië en de Orde van Calatrava.

## Het gevecht
Met de overgave door de Meriniden van Algeciras en Ronda aan het koninkrijk Granada, was Granada in staat veilig een beleid van territoriale expansie te voeren, in de wetenschap dat Jacobus II van Aragon niet zou tussenkomen ten voordele van het koninkrijk Castilië, nu Castilië en Aragon zelf op gespannen voet stonden. Om zijn noordelijke grens te beveiligen, nam Mohammed II een heuvelfort in Quesada in en verdreef de troepen van de Castiliaanse kroon onder Ruy Pérez Ponce de León uit Iznalloz in de laatste maanden van 1295. Het Castiliaanse leger trok zich terug in zijn kamp waar Ponce de León. De grootmeester van de Orde van Calatrava zou sterven aan zijn wonden.

## Nasleep
De overwinning van Mohammed II op de Castiliaanse strijdkrachten maakte de weg vrij voor een vriendschapspact tussen het koninkrijk Granada en het koninkrijk Aragon.